# Hypertélescope

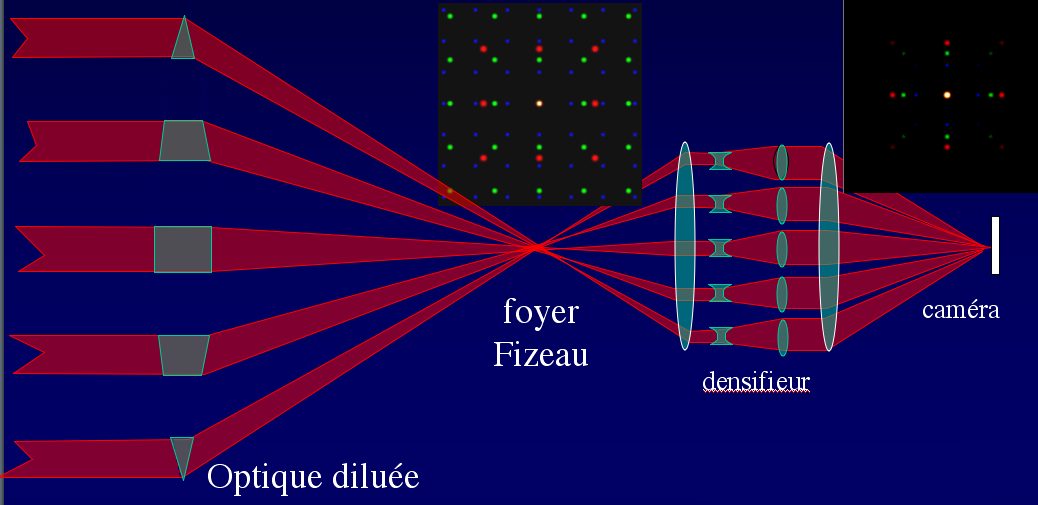
Principe de l'hypertélescope.

L'hypertélescope est un interféromètre où l'on recombine simultanément tous les télescopes / miroirs (si on combine plusieurs télescopes, ce n'est pas un hypertélescope mais de l'interférométrie à plusieurs télescopes, qui obtient une image par la technique de synthèse d'ouverture et nécessite des lignes à retard pour cophaser les images des divers télescopes. Un hypertélescope obtient une image directe, sans faire appel à la synthèse d'ouverture, et ne nécessite pas de lignes à retard. Les miroirs doivent être précisément positionnés et orientés pour que la lumière qu'ils renvoient vers le collecteur soit correctement en phase) afin d'obtenir une image directe lumineuse des objets astrophysiques observés. De façon plus formelle, il s'agit d'une méthode de recombinaison optique qui permet d'obtenir une image astronomique directe à très haute résolution angulaire avec un interféromètre. Ainsi, le recombineur d'un hypertélescope fonctionne selon le principe de la pupille densifiée et permet contrairement aux solutions classiques d'interférométrie comme le Very Large Telescope d'avoir une image directe et sans calcul.

## Principe
Tous les interféromètres peuvent potentiellement fonctionner en mode hypertélescope, c'est-à-dire comme « pupille densifiée », mais ceux-ci (VLTI, Keck, CHARA, etc.) recombinent leur lumière par paire de télescopes. Ils obtiennent ainsi des franges d'interférence. La mesure du contraste des franges donne des informations à haute résolution angulaire sur le diamètre des étoiles, la séparation angulaire entre deux binaires, etc. 
En enregistrant simultanément des franges avec trois télescopes ou plus, on peut réaliser des mesures de clôture de phase et reconstruire les images des objets astrophysiques observés. Toutefois, il a été démontré dans les années 2000 par l'équipe d'Antoine Labeyrie qu'il y a un gain important en sensibilité (capacité à observer des objets faiblement lumineux) en travaillant en mode hypertélescope. Ce gain augmente considérablement avec le nombre de télescopes utilisés par l'interféromètre et si celui-ci est muni d'un dispositif d'optique adaptative pour corriger les effets de la turbulence atmosphérique. Dans le futur, cette méthode de recombinaison devrait permettre de faire de la coronographie avec des interféromètres pour imager des exo-planètes. 
Un prototype d'hypertélescope nommé CARLINA est en construction depuis 2009 à l'Observatoire de Haute-Provence avec un ballon dirigeable soutenant le foyer. Une architecture particulière est utilisée, permettant de s'affranchir des coûteuses et complexes lignes à retard (voir Interféromètre optique à longue base). Ce prototype devrait démontrer la faisabilité du concept et le gain important d'un tel interféromètre. Le prototype de l'Observatoire de Haute-Provence entre dans le cadre des études pour un grand interféromètre qui succéderait au VLTI. Les futurs hypertélescopes au sol et dans l'espace ouvriront de nouveaux champs de recherche en astronomie en imageant la surface des étoiles, les régions centrales des AGN, les images de microlentilles gravitationnelles, des exoplanètes, etc.
Le professeur Labeyrie développe quant à lui l'hypertélescope LISE où le foyer est soutenu par des câbles. L'installation menée dans un soin écologique particulier se trouve dans les Alpes-de-Haute-Provence à 2 100 mètres sur la commune d'Uvernet-Fours, près de Barcelonnette.
Labeyrie suggère un couplage de l'European Extremely Large Telescope avec l'hypertélescope pour profiter des atouts des deux .

## Un prototype dans le Mercantour
Un prototype est en cours de test dans la vallée de l'Ubaye.

## Historique
Le concept d'hypertélescope a été inventé par Antoine Labeyrie, en 1996.

Des premiers essais sur le ciel, du principe de pupille densifiée avec une ouverture miniature d'environ 1 cm ont été réalisés en 2001 par Etore Pedretti et Sophie Gillet.

Le premier prototype d'hypertélescope a été construit par Hervé Le Coroller et Julien Dejonghe à l'Observatoire de Haute Provence en utilisant un ballon à hélium : c'est le projet CARLINA. Des franges stellaires sur l'étoile Deneb ont été réussies en 2013.

Antoine Labeyrie devenu professeur émérite depuis l'été 2014, ne dispose plus du financement du Collège de France auquel il était rattaché, pour développer une application expérimentale de son hypertélescope, nommée LISE (Laboratoire d'intérométrie Stellaire et Exoplanétaire) commencée plus tôt. Il s'agit d'un foyer porté par câble cette fois-ci, récoltant la lumière renvoyée par quelques miroirs depuis le sol d'une vallée. Il a donc créé une association en automne 2014 pour promouvoir et financer son projet dont il espère en tirer une épreuve de qualité scientifique en été 2015.